# BREAK ROCK
BREAK ROCK(ブレイク ロック)は、Scoobie Doのスタジオ・アルバムである。
2003年、ビクターエンタテインメントレーベルよりメジャー初のフルスタジオ・アルバム。今作品にはCCCDが仕様されており、通常盤と、初回限定生産として通常盤にライヴ映像を収録した8cmDVDが梱包されたBOX仕様が発売された。
2007年、ビクターがCCCD仕様を終了したため、通常盤のみCD-DAにて再発売された。

## 収録曲
1. 路上のハードボイルド
作詞/松木泰二郎・小山周、作曲/松木泰二郎
マキシシングル『路上のハードボイルド』収録曲。
2. Walkin' Around
作詞/松木泰二郎・小山周、作曲/松木泰二郎
3. 左胸のボス
作詞・作曲/松木泰二郎
テレ朝「ワールドプロレスリング」エンディングテーマ
4. 時にはマイルスみたいに
作詞・作曲/松木泰二郎
5. 遊びじゃないぜ
作詞・作曲/松木泰二郎
6. 最終列車
作詞・作曲/松木泰二郎
7. サンセット グルーヴ
作詞/松木泰二郎・小山周、作曲/松木泰二郎
8. Funky New Day
作詞/小山周、作曲/岡本拓也
9. Get Up -album ver.-
作詞・作曲/松木泰二郎
ミニアルバム『Get Up』収録曲。新たにイントロを長くしたアルバムバージョン。
10. つづきのメロディー
作詞・作曲/松木泰二郎

全編曲/Scoobie Do

## DVD(初回版)
- Little Sweet Lover -director's cut-

1. Little Sweet Lover -director's cut- (LIVE at SHIBUYA CLUB QUATTRO 2002.9.19)
作詞:松木泰二郎・小山周、作曲:松木泰二郎
初回版の特典として8cmDVDに、約14分のライヴが収録。

## 参加ミュージャン
- 高野勲 : オルガン、アコースティックピアノ、ブラスバンドアレンジ
- 宮川弾 : ストリングスアレンジ、フルートアレンジ
- 三原重夫 : パーカッション、ドラムテクニシャン&グルーヴ アドバイザー
- Yassy : トロンボーン （from BLACK BOTTOM BRASS BAND）
- Koo : トランペット （from BLACK BOTTOM BRASS BAND）
- WHACHO : パーカッション
- 山本拓夫 : フルート
- 弦 一徹 : バイオリン
- 武藤先輩 : バイオリン
- 高橋直之 : バイオリン
- 古川原裕仁 : ビオラ
- オルタード真部 : ビオラ

## スタッフ
- 山崎岳男 : レコーディング、ミックスエンジニア
- 中山佳敬 : レコーディングエンジニア
- 沖山俊、橋本将、宮崎洋一 : アシストエンジニア
- 前田康二 : マスタリングエンジニア
- 原 昭彦 : レコーディングコーディネイション